# Sternhügel
Der Sternhügel ist ein 862 m hoher Hügel an der Oates-Küste des ostantarktischen Viktorialands. Er ragt in den Kavrayskiy Hills westlich des Serrat-Gletschers auf.
Wissenschaftler der deutschen Expedition GANOVEX III (1982–1983) nahmen seine Benennung vor. Namensgeber ist der neuseeländische Geophysiker Tim Stern, der an dieser Forschungsreise beteiligt war.